# Татарбунарська міська територіальна громада
Татарбунарська міська територіальна громада — територіальна громада в Україні, у Білгород-Дністровському районі Одеської області. Адміністративний центр — місто Татарбунари.
Була утворена внаслідок адміністративно-територіальної реформи в Україні, 17 липня 2020 року, шляхом об'єднання Струмківської, Баштанівської, Нерушайської, Борисівської, Глибоківської, Білоліської,  Дмитрівської сільських та Татарбунарської міської рад. Перші вибори відбулися 25 жовтня 2020 року.
15 липня 2025 року, відповідно до наказу №1151 Міністерства розвитку громад та територій України, територія громади входить до оновленого переліку територій бойових дій.  

## Склад громади
На даний час до складу громади входить одне місто — Татарбунари, а також 9 сіл:
- Баштанівка
- Білолісся
- Борисівка
- Глибоке
- Дельжилер
- Нерушай
- Нова Олексіївка
- Струмок
- Спаське

## Географія
На території громади протікають річки Дракуля, Нерушай, Кагач частково Когильник, Сарата, також розташований лиман Сасик.